# Кретей (син на Еол)
Вижте пояснителната страница за други личности с името Кретей.
Кретей (на старогръцки: Κρηθεύς, Krêtheús; на латински: Kretheus, Cretheus) в древногръцката митология е основател и цар на Йолкос. Той е дядо на Язон.
Кретей е един от осемте сина на Еол, цар на Тесалия и прародител на Еолийците, и на Енарета, дъщерята на Деймах. Внук е на Елин. Брат е на Сизиф, Атамант, Салмоней.
Той се жени за племенницата си Тиро, дъщеря на брат му Салмоней, и има с нея синовете Езон, Ферес и Амитаон. Дъщеря му Астидамея (или Хиполита) се омъжва за Акаст. Дъщеря му Мирина се омъжва за Тоант, цар на таврите. Друга негова дъщеря се омъжва за Тектам и има син Астерион.
Жена му Тиро има преди това с бог Посейдон близнаците Пелий и Нелей, които довежда в брака си.